# Station Charmes
Station Charmes is een spoorwegstation in de Franse gemeente Charmes.